# Belegungsmanagement
Belegungsmanagement sind im Gesundheitswesen, in der Pflege und im Immobilienmanagement alle Maßnahmen, welche auf einen angemessenen Belegungsgrad und die Koordinierung der Auslastung einer Facility abzielen.

## Allgemeines
Das Belegungsmanagement steuert im Gesundheitswesen alle geplanten und ungeplanten Patientenaufnahmen, Verlegungen und Entlassungen. Es kann von allen Einrichtungen betrieben werden, die Patienten aufnehmen wie Altersheime, Krankenhäuser, Pflegeheime oder Rehabilitationskliniken.   
In der Immobilienwirtschaft sorgt das Belegungsmanagement für eine höhere Kapazitätsauslastung des eigenen Gebäudebestands und zielt darauf ab, Leerstände zu vermindern oder zu vermeiden.

## Belegungsmanagement im Gesundheitswesen

### Berechnung der Belegungsquote
Die Berechnung der Belegungs- bzw. Auslastungsquote wird wie folgt vorgenommen:
{\displaystyle {\text{Auslastungsquote}}={\frac {\text{Belegungstage}}{\text{Kapazität}}}\cdot 100}.
Alternativ können anstelle der Ist-Belegungstage auch die Ist-Anwesenheitstage oder die Ist-Abrechnungstage berechnet werden. Welche Quote in einer Facility zur Anwendung kommt, hängt von den Konsequenzen ab, die sich aus dieser Kennzahl ergeben sollen. Für eine allgemeine Erfolgsbetrachtung ist eine Berechnung mit den Ist-Belegungstagen sinnvoll. Für die Ermittlung des Personalbestands sind die Anwesenheitstage relevanter, für die umsatzorientierte Betrachtung sind die Abrechnungstage entscheidend.

### Handlungsfelder des Belegungsmanagements

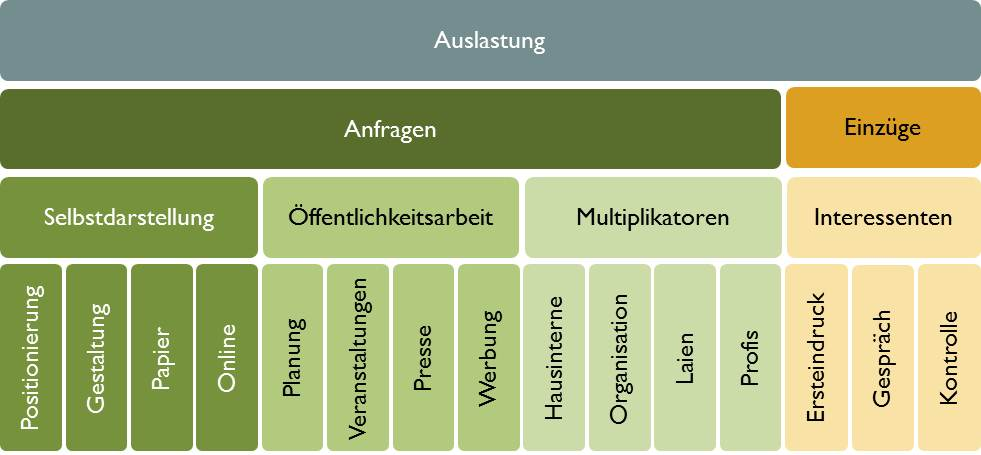
Modell Bausteine Belegungsmanagement nach olav sehlbach beratung

Die zentralen Aufgaben des Belegungsmanagements werden in der Entwicklung einer Strategie und eines Marketingplans sowie darin gesehen, „zusätzliche Kunden am Markt zu gewinnen und Multiplikatoren dazu zu veranlassen, dieses spezielle Heim zu empfehlen […], um eine optimale Auslastung zu erreichen“. Die Integration und Motivation der Mitarbeiter spielt dabei eine wesentliche Rolle.
Die Handlungsfelder des Belegungsmanagements in Pflegeeinrichtungen können anhand des Modells Bausteine Belegungsmanagement dargestellt werden. Das Modell definiert, dass sich die oberste Zielgröße des Belegungsmanagements, die Auslastungsquote, durch zwei weitere Zielgrößen regulieren lässt: der Anzahl der Anfragen und der Anzahl der Einzüge.
Diese unterliegen wiederum Handlungsfeldern. Anfragen können über die Qualität der Selbstdarstellung der Einrichtung, die Öffentlichkeitsarbeit, sowie über das Multiplikatorenmarketing gesteuert werden. Die Einzüge werden über die Handlungsfelder des Interessentenmarketings gelenkt.
Die Selbstdarstellung einer Einrichtung wird von unterschiedlichen Faktoren geprägt. Die Positionierung bildet dabei das Fundament aller Aktivitäten. Über dem Sammelbegriff der Positionierung werden an dieser Stelle unterschiedliche Notwendigkeiten zusammengefasst. So gehört ein von den Mitarbeitern gelebtes Leitbild genauso dazu wie ein zum Wettbewerb differenzierendes Alleinstellungsmerkmal, das konsequent in allen Bereichen und durch alle Ebenen kommuniziert wird. Eine Einrichtung wird von den Kunden immer im Verhältnis zu den Wettbewerbern gesehen, weshalb eine kontinuierliche Wettbewerbsanalyse, also die Kenntnis über Preise, das Leistungsangebot, sowie die Vor- und Nachteile der Wettbewerber notwendig ist.
Zur Bewertung und Steuerung der Öffentlichkeitsarbeit sind ebenfalls vier Handlungsfelder von Relevanz: Die Planung der Öffentlichkeitsarbeit, die Durchführung von Aktionen und Veranstaltungen, sowie die Pressearbeit und Werbung.
Ein weiterer Baustein ist das Multiplikatorenmarketing. Die entsprechende Organisation umfasst die Planung, Umsetzung, Dokumentation und die Kontrolle.
Multiplikatoren an sich können in drei Gruppen klassifiziert werden: Interne Gruppen (z. B. Bewohner, Angehörige), Externe Gruppen bzw. Laien (z. B. Nachbarn, Vereine) und Personen, die sich professionell mit dem Thema Pflege beschäftigen, also Profis (z. B. Ärzte, Pflegekassen) sind.
Das Verhältnis von Anfragen zu Einzügen stellt die Erfolgsquote dar und drückt aus, wie effektiv das Interessentenmarketing ist.
Die Einzüge, die im Rahmen des Interessentenmarketings gesteuert werden, sind dabei von den Abläufen und der Professionalität in der Kontaktaufnahme, des (Akquisitions-)Gesprächs, sowie der Kontroll- und Nachfassaktionen bestimmt. Generell gilt, je höher die Erfolgsquote ist, also je besser das Interessentenmarketing, desto weniger Anfragen müssen generiert werden.

## Statistik
Gesundheitswesen
Obwohl der durchschnittliche Bettennutzungsgrad in deutschen Krankenhäusern von 84,1 % im Jahr 1991 auf 77,8 % im Jahr 2017 gesunken ist, gibt es in der täglichen Routine regelmäßig das Phänomen der Bettenknappheit. Während der Corona-Pandemie ab April 2020 erreichten oder überschritten weltweit viele Krankenhäuser auf ihren Intensivstationen die Kapazitätsgrenze, was sich beim Personal als Arbeitsüberlastung zeigte. 
In Deutschland war dies regional der Fall, landesweit zeigte die Statistik freie Intensivbetten. Ausgewählt wurden statistisch markante Daten aus der vollständigen Zeitreihe: 
| Datum            | freie Intensivbetten | belegte Intensivbetten (ohne COVID-19-Patienten) | COVID-19-Patienten |
| ---------------- | -------------------- | ------------------------------------------------ | ------------------ |
| 02. März 2020    | 2.866                | 2.520                                            | 308                |
| 20. August 2020  | 7.793                | 19.997                                           | 229                |
| 28. April 2021   | 2.725                | 16.166                                           | 5.033              |
| 07. Mai 2021     | 2.756                | 16.289                                           | 4.662              |
| 19. Oktober 2021 | 2.967                | 17.764                                           | 1.466              |

In der Hochphase der Pandemie am 28. April 2021 gab es in Deutschland noch 2.725 freie Intensivbetten.
Immobilienwirtschaft
Die marktwirksame Leerstandsquote von Geschosswohnungen entwickelte sich wie folgt:
| Jahr | Leerstandsquote (in %) |
| ---- | ---------------------- |
| 2006 | 4,1                    |
| 2008 | 3,7                    |
| 2010 | 3,6                    |
| 2012 | 3,3                    |
| 2014 | 3,0                    |
| 2016 | 2,9                    |
| 2018 | 2,8                    |
| 2019 | 2,8                    |

Bei Wohnraummangel ist die Leerstandsquote relativ gering und tendiert gegen „Null“, so dass das Belegungsmanagement geringeren Anforderungen ausgesetzt ist. Eine hohe Leerstandsquote stellt dagegen hohe Anforderungen an das Belegungsmanagement.